# 圣安德烈-赫希
圣安德烈-赫希是奥地利施蒂利亚州莱布尼茨县的一个市镇。总面积20.6平方公里，总人口1794人，人口密度87.1人/平方公里（2005年）。